# Fulmine (araldica)
Fulmine è un termine utilizzato in araldica per indicare un fascio di fiamme, montanti e discendenti con quattro saette scintillanti poste in decusse.

## Caratteristiche
Il fulmine più famoso dell'araldica è quello tenuto dagli artigli dell'aquila napoleonica dal volo abbassato. Tale figura è comunque ricavata dall'iconografia classica come simbolo di Zeus, spesso associato appunto con l'aquila, spesso tali fulmini erano raffigurati sulle monete.
Nell'araldica francese il fulmine è costituito da un fascio di otto folgori uscenti da un tondo centrale.

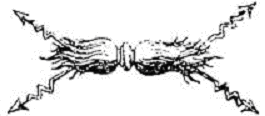
Aquila tenente un fulmine (Stemma di Siracusa)
Primo Impero napoleonico
Secondo Impero napoleonico
Troncato ondato di rosso, all'alerione d'argento, e d'azzurro, al fulmine d'oro (Grosbliederstroff, Francia)
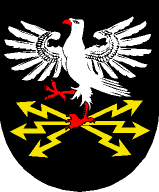
Fulmine d'oro (Kaprun, Austria)
Fascio di fulmini (Harjavalta, Finlandia)

In alcuni paesi si trova anche la rappresentazione del fulmine ridotta ad una sottile striscia a zig-zag che può terminare con semplici punte o con punte di freccia. In questi casi è opportuno indicare il numero dei meandri presenti nel fulmine.

Di rosso, a tre fulmini, a un meandro, d'argento terminanti con punte di freccia d'oro, posti in palo e ordinati in fascia (Imatra, Finlandia)